# Джаггер (игра)
Джаггер — неофициальный вид спорта, вдохновлённый фильмом Кровь героев в 1989 г. Версию игры для фильма придумал его сценарист и режиссёр Дэвид Вебб Пиплз. Трансформация в реальный (и пока неофициальный) вид спорта произошла одновременно и независимо сразу в двух странах, Германии и Австралии.

## Краткое описание
Джаггер - это весёлый соревновательный командный спорт. Две команды соревнуются за владение мячом-черепом. В каждой команде есть один безоружный игрок, Бегун ( «Qwik»), который носит мяч-череп и зарабатывает очки, в то время как вооружённые (специальным травмобезопасным игровым оружием) игроки его защищают и пытаются поразить противников. Когда игрока поражают оружием в соответствии с правилами, он встаёт на колено и отсчитывает штрафное время, после чего снова может вернуться в игру. Очки начисляются, когда бегун доносит и устанавливает мяч-череп в базу (ворота) противника, при этом не будучи поражённым игроками противоположной команды.
После того как очко заработано, начинается новый раунд. Игроки, набравшие больше очков к концу матча, объявляются победителями.

## Позиции (классы) игроков

### Цепной (игрок с цепью)
Цепь обладает самой большой досягаемостью из всех типов игрового оружия. Однако Цепные не имеют никакой защиты, и в команде не может быть больше одного игрока с цепью. Вариации цепи включают Полную цепь, состоящую только из шара и самой цепи; и Австралийскую цепь, которая имеет ещё и короткую дубинку, к которой уже крепится цепь. Эта дубинка может использоваться для блокирования ударов или поражения соперника.

### Шест
Самое длинное из не-цепного оружия. Шест - это универсальное оружие с большой досягаемостью и двумя поражающими концами. Хорош как в атаке, так и в защите. Также способен противостоять цепи.

### Посох
Посох имеет меньший диапазон эффективности, чем шест или длинный меч, но является мощным защитным оружием с большой маневренностью. Посох - хороший выбор для защиты от цепи.

### Длинный меч
Длинный меч имеет такой же диапазон эффективности, как и посох, но более маневренный из-за укороченной общей длины. Длинный меч - это универсальное оружие, сильный и в атаке, и в защите.

### Короткий меч и щит
Короткие мечи имеют наименьшую досягаемость из всего игрового оружия. Игрок с коротким мечом и щитом - это оборонительный класс, он хорошо подходит для того, чтобы удерживать позицию или "давить" противника.

### Парные короткие мечи
Обладая ограниченными досягаемостью и защитой, парные короткие мечи сильно зависят от скорости и ловкости игрока. Поскольку они могут использоваться независимо, этот класс способен одновременно парировать и атаковать.

### Бегун
Бегун - самый ценный игрок на поле. Только он способен нести мяч-череп и приносить очки. Бегун не имеет оружия, но может блокировать атаки предплечьями (часть руки от запястья до локтя). Бегуны полагаются на поддержку своих товарищей по команде, а также на свою скорость и ловкость, чтобы избегать противников и уклоняться от их атак.